# Asklepios Klinik St. Georg
Die Asklepios Klinik St. Georg, bis 2005 Allgemeines Krankenhaus St. Georg, ist ein mittelgroßes Klinikum im Hamburger Stadtteil St. Georg. Es ist Lehrkrankenhaus der Universität Hamburg und der Semmelweis-Universität. Die ersten Gebäude wurden in den 1820er errichtet, zu Beginn des 20. Jahrhunderts durch Neubauten ersetzt, und stetig erfolgten Erweiterungen. Die historischen Bauten stehen unter Denkmalschutz (ID-Nummern 13522 und 13523).

## Geschichte
Das Krankenhaus wurde von 1821 bis 1823 von Carl Ludwig Wimmel nach damals modernen Gesichtspunkten errichtet. Es ersetzte den 1814 abgebrannten Krankenhof am Hamburger Berg und war das erste städtische Krankenhaus Hamburgs. Es ist nicht identisch mit dem mittelalterlichen Hospital St. Georg, das noch bis 1951 als Altenwohnstift bestand.
Früher betrug die Bettenzahl 1.088 und wurde 1856 sogar auf 1.800 erhöht. Von 1898 bis 1915 wurde das Krankenhaus nach Plänen von Friedrich Ruppel stark umgebaut und erweitert.
Im Jahr 1866 war Robert Koch Assistenzarzt am Allgemeinen Krankenhaus St. Georg.
Die Asklepios Klinik St. Georg verfügt heute über 651 Planbetten und 77 tagesklinische Behandlungsplätze. Pro Jahr versorgt die Klinik rund 70.000 Patienten.
Das Krankenhaus war bis zu seiner Privatisierung in alleiniger städtischer Trägerschaft, ehe im Jahr 2004 zunächst eine Minorität der Gesellschaftsanteile an die Asklepios Kliniken veräußert wurden. Seit 2007 ist die Stadt Hamburg nur noch mit einer Sperrminorität von 25,1 % an der Krankenhausgesellschaft beteiligt.
Auf dem Gelände der Klinik befindet sich der Asklepios Campus Hamburg. Die Ausbildungsstätte wurde im Jahr 2008 in Kooperation mit der Semmelweis-Universität gegründet und wird von der Asklepios Medical School GmbH betrieben. Der Campus bietet den klinischen Teil des deutschsprachigen Medizinstudiengangs der Semmelweis-Universität an.
Im Garten des Krankenhauses befindet sich das seit 1936 mehrfach erweiterte Ehrenmal der Radiologie. Die Liste beginnt mit Albers-Schönberg, nach dem das heutige Institut für Röntgendiagnostik am AK St. Georg benannt ist.

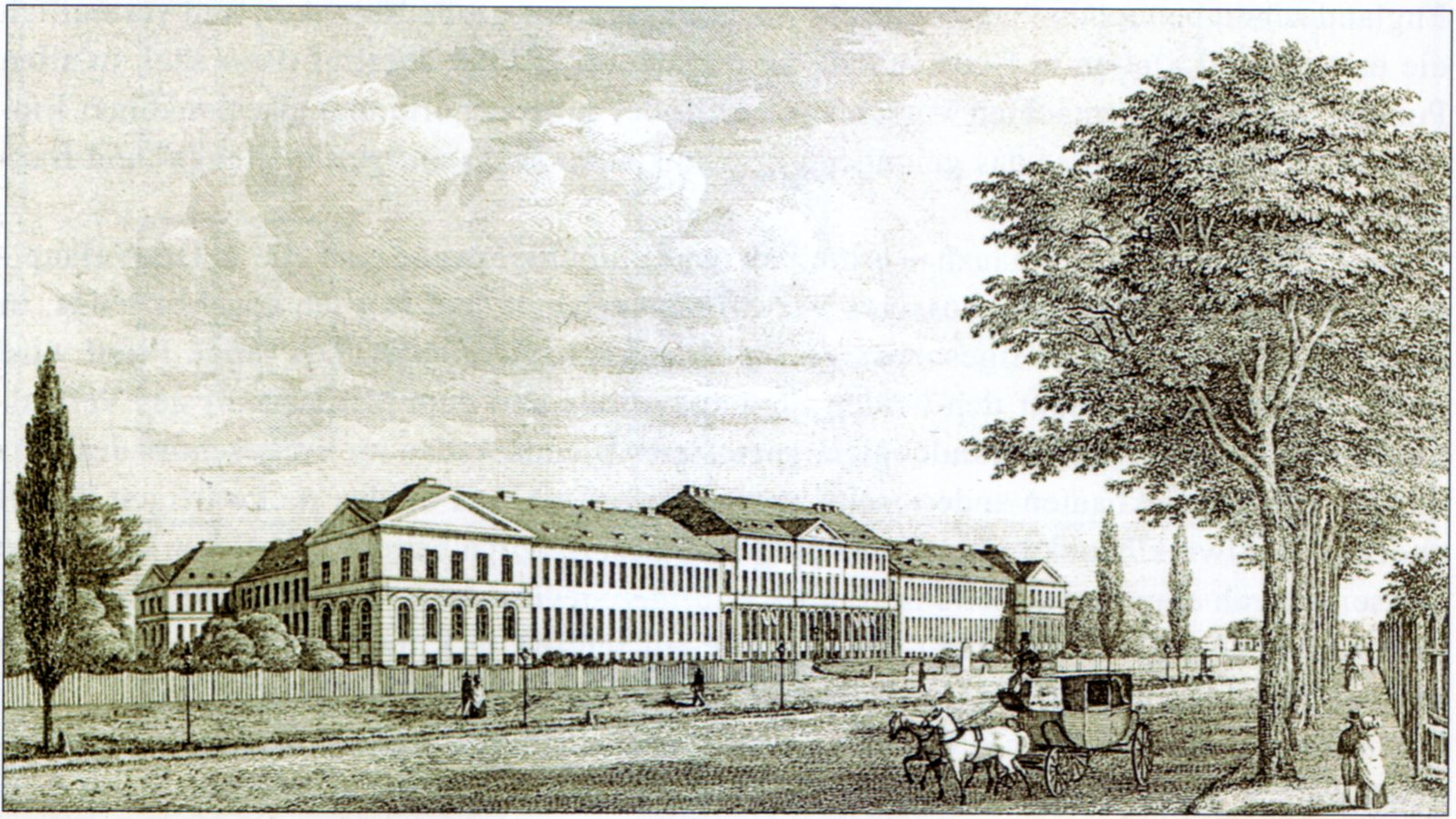
Neubau (1823)
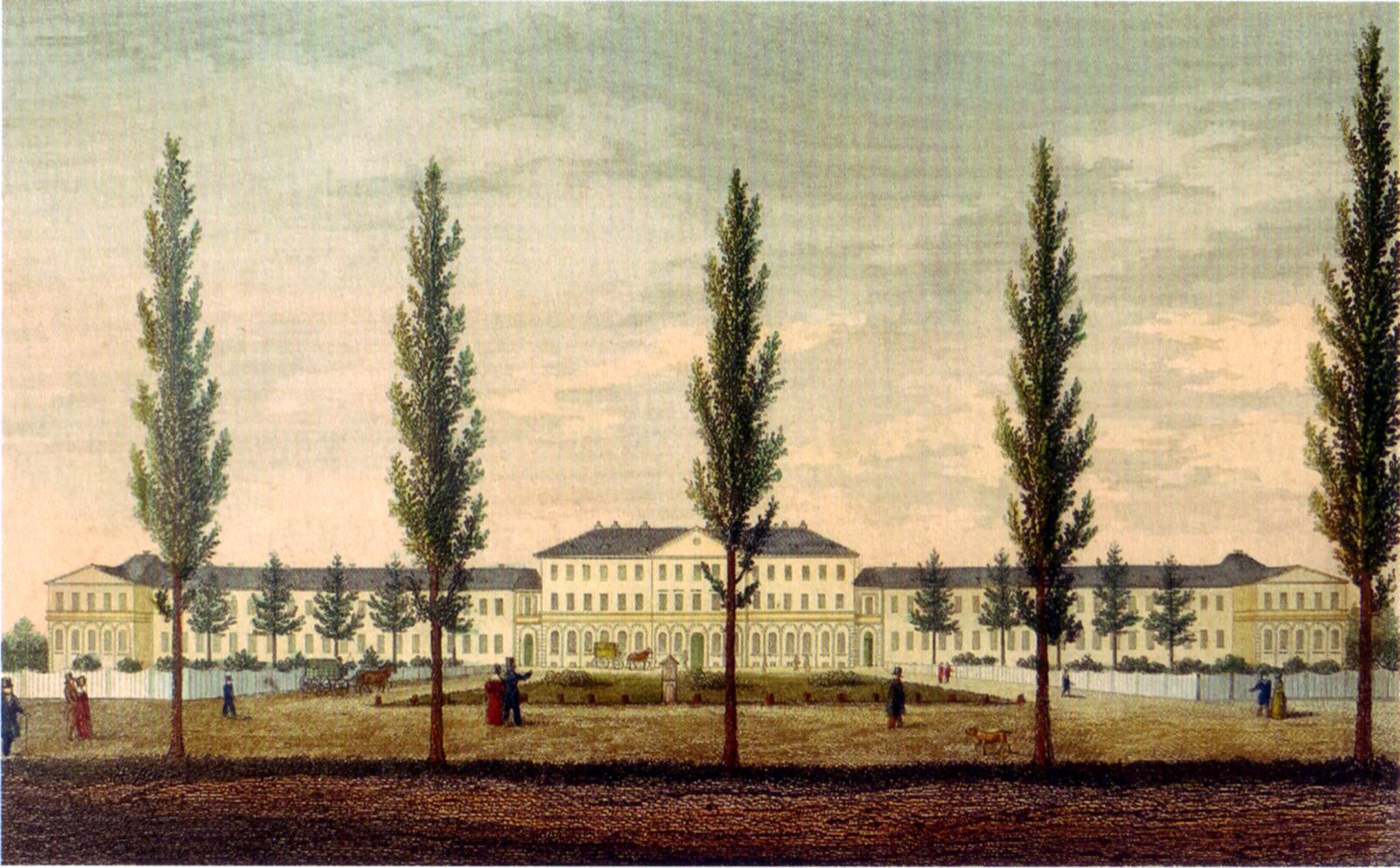
Ansicht von 1844
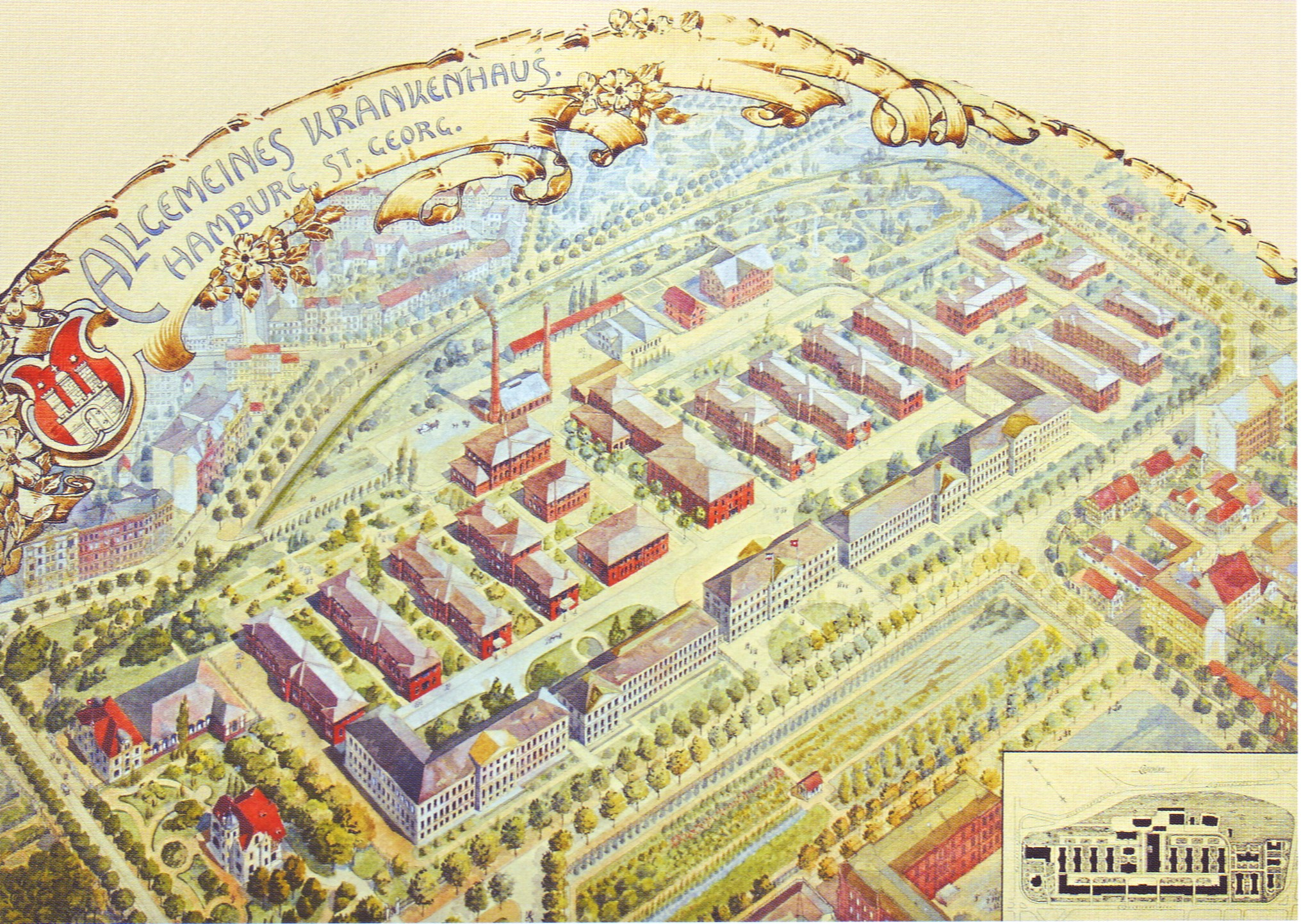
St. Georg (1900)
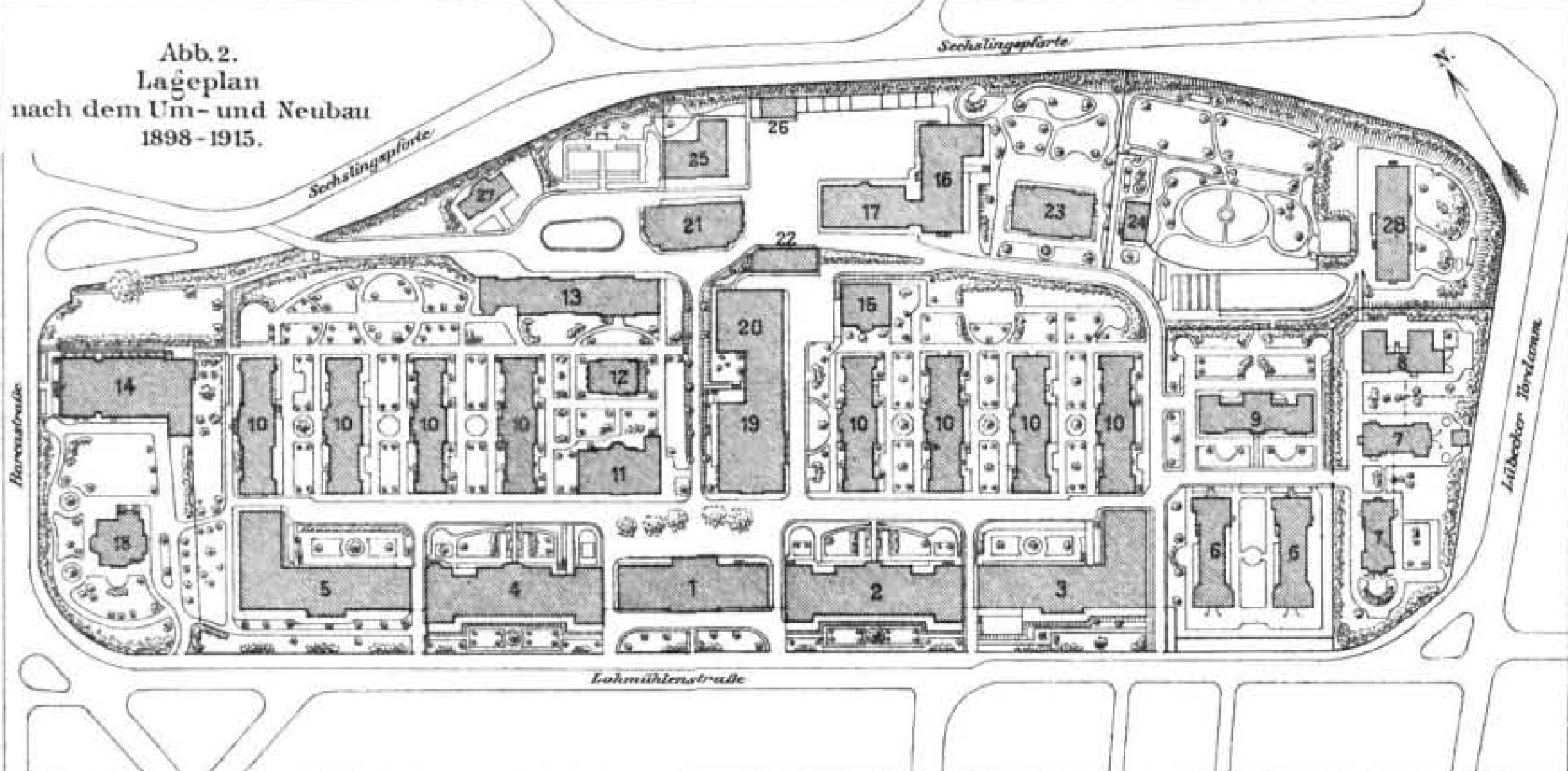
Lageplan (1915)

## Kritik
2018 prangerten knapp 50 Mediziner der Klinik in einem Brandbrief die prekäre Personalsituation an, die seit Längerem die Regel sei. Aus Kostengründen ersetze der Konzern erfahrene, langjährige Mitarbeiter durch Berufsanfänger, die „ohne Supervision“ für schwerkranke Patienten zuständig gewesen sein sollen. Die Organisationsstruktur sei „desolat“. Leitende Positionen seien über längere Zeit unbesetzt geblieben.
Eine Pflegerin und Betriebsrätin kritisierte Ende 2020 im NDR die Arbeitsbedingungen in der Klinik. Durch Unterbesetzung seien Fachkräfte auf der Intensivstation überlastet und es fehle das nötige Hilfspersonal. So müssten Pflegekräfte oft Aufgaben des Reinigungs- und Servicepersonals übernehmen, weshalb weniger Zeit für die Patienten bliebe und auch Menschen teilweise alleine sterben müssten. Daraufhin wollte ihr der Asklepios-Konzern kündigen. Der Betriebsrat verhinderte die Kündigung, wogegen Asklepios vor dem Arbeitsgericht klagte. Der Vorfall erregte klinikinterne Empörung und wurde öffentlich bekannt gemacht, woraufhin der Konzern die Klage zurückzog.

## Bekannte Ärzte
In alphabetischer Reihenfolge

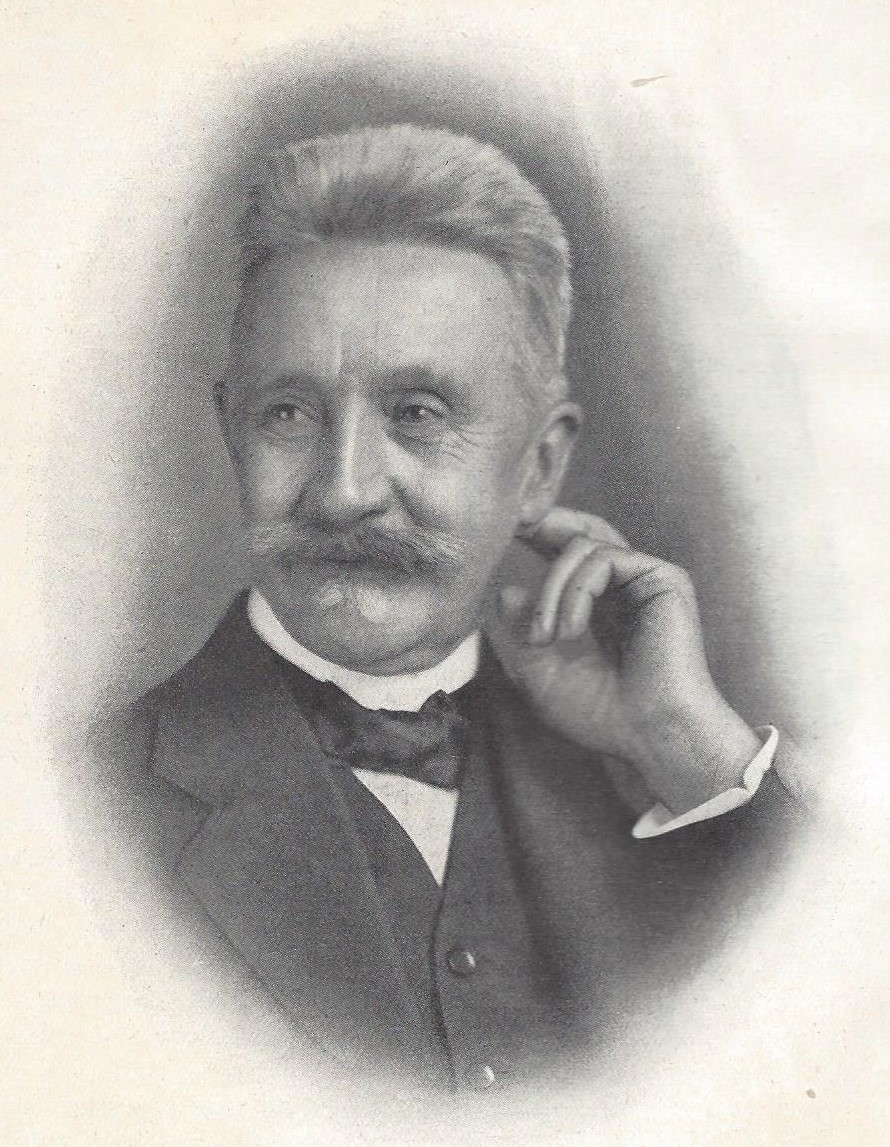
August Wiesinger

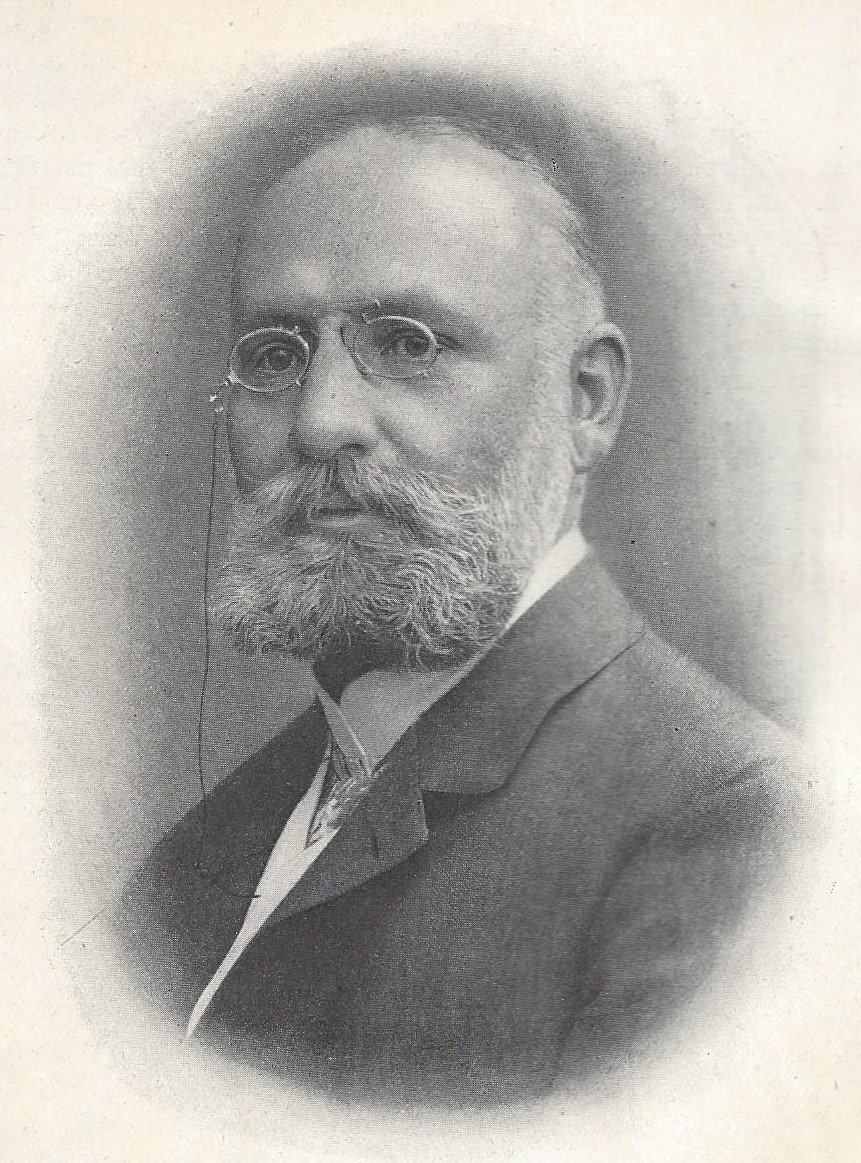
Otto Jollasse

- Heinrich Albers-Schönberg (1865–1921), erster deutscher Röntgenologe
- Eduard Arning (1855–1936), Oberarzt der Abteilung für Hautkrankheiten und Syphilis
- Hans Wilhelm Bansi (1899–1982), Chefarzt
- Hans Erhard Bock (1903–2004), Assistenzarzt, danach in Frankfurt am Main, Tübingen und Marburg
- Hans-Wilhelm Buchholz (1910–2002), Chirurg, Pionier der Endoprothetik in Deutschland
- Gotthard Bülau (1835–1900), Chefarzt (Bülau-Drainage)
- Hans Gerhard Creutzfeldt (1885–1964), Neurologe (Creutzfeldt-Jakob-Krankheit)
- Heinrich Curschmann (1886–1910), Direktor
- Christoph Eggers (* 1943), Chirurg, Ärztlicher Direktor
- Jürgen Eggers, (derzeitig) Chefarzt der Neurologie
- Karl Eisenlohr (1847–1896), Internist
- Ernst Franke (1856–1925), Leiter der augenärztlichen Abteilung
- Carl Hansmann (1852–1917), Pionier der Osteosynthese
- Hermann Holthusen (1886–1971), Chefarzt der radiologischen Abteilung
- Karl-Heinz Kuck (1952), Chefarzt der Kardiologie
- Hermann Lenhartz (1854–1910), Direktor
- Erich Martini (1843–1880), Chirurg, Oberarzt[9]
- Franz Mörl (1932–2017), Chefarzt der I. Chirurgischen Abteilung
- Manfred Münzel (* 1940), Professor für HNO-Heilkunde, Chefarzt am Allgemeinen Krankenhaus ab 1975
- Enrique Paschen (1860–1936), Assistenzarzt
- Heinrich Pette (1887–1964), Leiter der neurologischen Abteilung
- Max Schede (1844–1902), Oberarzt der Chirurgie
- Morris Simmonds (1855–1925), Pathologe
- Ernst Trömner (1868–1930), Direktor der Neurologie
- Georg Karl Franz Tuengel (1816–1873), Chefarzt
- Karl-Heinz Vosteen (1925–2009), Chefarzt